# Gajówka (województwo śląskie)
Gajówka – osada leśna w Polsce położona w województwie śląskim, w powiecie zawierciańskim, w gminie Szczekociny.
W latach 1975–1998 miejscowość administracyjnie należała do województwa częstochowskiego.